# Nanda Wijesekera
Nanda Wijesekera (* um 1935, geborene Nanda Nagasinghe) ist eine sri-lankische Badmintonspielerin. Sie ist die Ehefrau von A. R. L. Wijesekera.

## Karriere
Nanda Wijesekera gewann 1953 ihre ersten beiden nationalen Titel in Sri Lanka, gefolgt von sieben weiteren Titeln bis 1961. Sie war insgesamt viermal im Mixed, dreimal im Einzel und zweimal im Doppel erfolgreich. Später wurde sie in Sri Lanka durch ihre Jigsaw Puzzles berühmt und stellte diese auch aus.

## Sportliche Erfolge
| Saison | Veranstaltung               | Disziplin   | Platz | Name                                   |
| ------ | --------------------------- | ----------- | ----- | -------------------------------------- |
| 1953   | Sri-lankische Meisterschaft | Damendoppel | 1     | Nanda Nagasinghe / L. Nagasinghe       |
| 1953   | Sri-lankische Meisterschaft | Dameneinzel | 1     | Nanda Nagasinghe                       |
| 1956   | Sri-lankische Meisterschaft | Mixed       | 1     | A. R. L. Wijesekera / Nanda Wijesekera |
| 1956   | Sri-lankische Meisterschaft | Dameneinzel | 1     | Nanda Wijesekera                       |
| 1957   | Sri-lankische Meisterschaft | Mixed       | 1     | A. R. L. Wijesekera / Nanda Wijesekera |
| 1958   | Sri-lankische Meisterschaft | Mixed       | 1     | A. R. L. Wijesekera / Nanda Wijesekera |
| 1958   | Sri-lankische Meisterschaft | Damendoppel | 1     | Nanda Wijesekera / L. Nagasinghe       |
| 1958   | Sri-lankische Meisterschaft | Dameneinzel | 1     | Nanda Wijesekera                       |
| 1961   | Sri-lankische Meisterschaft | Mixed       | 1     | A. R. L. Wijesekera / Nanda Wijesekera |